# Журавлёв, Александр Никифорович
Алекса́ндр Ники́форович Журавлёв (укр. Олександр Никифорович Журавльов; 1 сентября 1945, Ворошиловград, Украинская ССР, СССР) — советский футболист. Советский и украинский тренер. Мастер спорта СССР с 1966 года.

## Биография
Рос в Луганске рядом со стадионом, где целыми днями играл в футбол. В игре его заметил тренер групп подготовки при луганской команде мастеров «Трудовые резервы» Пётр Буянов. Он и стал его первым наставником с 1958 года, вместе с Александром Ильиновым.
В «Зарю» (Ворошиловград) пришёл в 1964 году. В том же 1964 (по июнь) играл в клубной команда «Шахтер» (Брянка, Луганская область).
Спустя 4 года получил первое приглашение в московское «Динамо», которое возглавлял Константин Бесков, знавший Журавлёва по совместной работе в «Заре» в 1965 году. Именно Бесков разглядел в Журавлёве центрального защитника, до этого он играл в центре полузащиты. Тем не менее руководство Луганской области, в лице первого секретаря луганского обкома КПСС Владимир Васильевич Шевченко, приложило все усилия, чтобы Журавлёв остался в Луганске. Между тем, принявший команду в 1969 году Герман Зонин не видел места в её рядах для Журавлёва. В результате, он первый круг сезона 1970 года (май-июль) он отыграл за кадиевский «Шахтёр». Из 13 матчей, в который играл Журавлёв в футболке горняков, в 12 кадиевчане победили.
Со второй половины 1970 года снова играл за луганскую «Зарю». Был капитаном в 1971—1978 годах. Являлся оплотом обороны и лидером команды долгие годы, сыграв 300 матчей в высшей лиге чемпионата СССР.

### Стиль игры
Отличное видение поля, просто «читал»  игру. Настоящий профессионал, выделялся бойцовскими качествами. Владел мощным поставленным ударом, умело подключался в атаку.— Сайт истории и статистики «Зари».
По окончании карьеры игрока стал заниматься детско-юношеским футболом — тренер в СДЮШОР «Заря» в 1980—1983 и 1986—1988. С 1989 года — директор СДЮШОР «Заря».
В 1985 и в 1995 (апрель-ноябрь) работал с «Зарей» на посту главного тренера. При нём в команде дебютировали Погодин, Гусейнов, Юран, Шелаев.

## Матчи за сборную СССР
За сборную СССР сыграл 3 матча в рамках турнира «Кубок независимости». Во всех 3-х играх был капитаном команды:
- 29.06.1972. Уругвай — СССР — 0:1
- 02.07.1972. Аргентина — СССР — 1:0
- 06.07.1972. Португалия — СССР — 1:0

## Достижения
- Чемпион СССР 1972 года.
- Финалист Кубка СССР (2): 1974, 1975 годов.
- Победитель второй группы класса «А» 1966 года.
- Победитель второй группы класса «А» среди дублёров 1965 года.
- В списках 33-х лучших футболистов СССР (1 раз): № 2 – 1972 год[4].
- Включён в список 50 лучших игроков в истории луганской «Зари» (2 позиция)[5].

В июле 2018 года почта Луганской Народной Республики выпустила марку с портретом А.Журавлева. Марка входит в блок марок «Финал Чемпионата мира по футболу».

## Семья
Жена Елена, сын Андрей.

## Награды
- Орден «За заслуги» ІІІ степени (2012)[7]